# 沃尔高
沃尔高，是匈牙利巴兰尼亚州所辖的一个村。总面积8.36平方公里，总人口101，人口密度12.1人/平方公里（2011年1月1日）。